# Necla Kelek

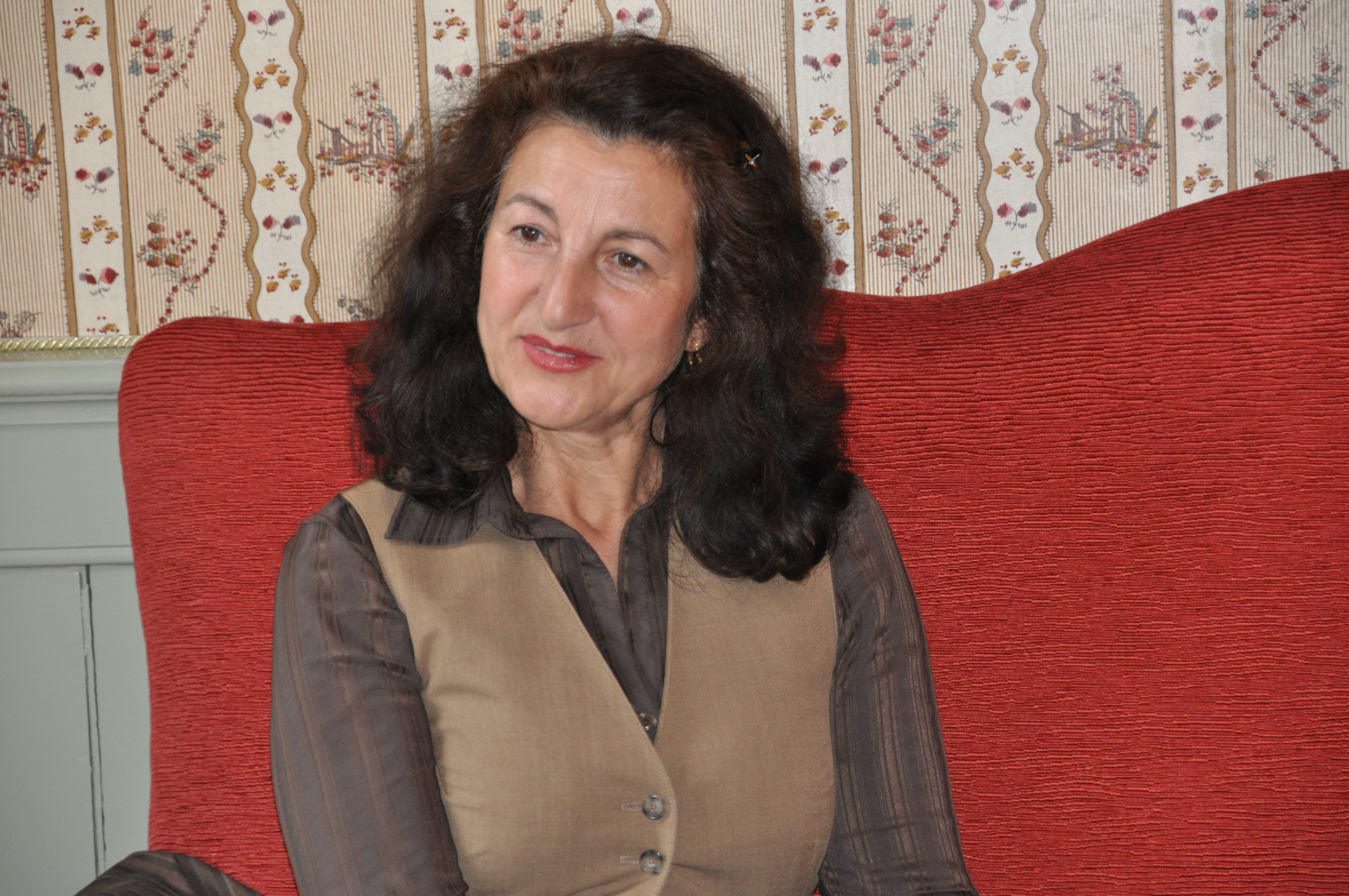
Necla Kelek 2010

Necla Kelek [ˈnɛdʒla ˈkɛlɛk] (* 31 tháng 12 1957 tại Istanbul, Thổ Nhĩ Kỳ) là nhà khoa học xã hội và nhà viết sách báo người Đức gốc Thổ. Bà từ 1999 tới 2004 dạy môn Xã hội học Di dân tại đại học Tin lành về Sư phạm Xã hội ở Hamburg và là thành viên của Hội nghị Hồi giáo Đức. Bà nổi bật là một người chỉ trích Hồi giáo và xem mình là người đấu tranh cho nữ quyền. Kelek cũng là thành viên của hội đồng Quỹ Quốc gia Đức (Deutsche Nationalstiftung).

## Tác phẩm
- 2011: The Freedom that I Mean... or The Heart – or Wurst – of the Matter, in: Robertson-von Trotha, Caroline Y. (ed.): Europe: Insights from the Outside (= Kulturwissenschaft interdisziplinär/Interdisciplinary Studies on Culture and Society, Vol. 5), Nomos Verlag, Baden-Baden, ISBN 978-3-8329-5583-0
- 2007: Türkische Karriere. Allein unter Männern. In Anatolien. (Turkish career. Alone among men. In Anatolia.) In: Ulrike Ackermann (Publ.): Welche Freiheit. Plädoyers für eine offene Gesellschaft. (Which freedom. Plea for an open society.) Matthes & Seitz, Berlin, ISBN 978-3-88221-885-5,(also online)
- 2007: Erziehungsauftrag und Integration: Eine Auseinandersetzung mit Integrationshemmnissen (Educational task and integration: a debate with integration impediments), in: Deutsche Jugend, Vol. 55, No. 2, 53 - 59.
- 2006: Die verlorenen Söhne. Plädoyer für die Befreiung des türkisch-muslimischen Mannes. (The lost sons. Plea for the liberation of the Turkish Muslim man) Kiepenheuer & Witsch, Cologne, ISBN 3-462-03686-6
- Excerpts Lưu trữ ngày 6 tháng 1 năm 2013 tại archive.today from the concluding chapter
- 2005: Die fremde Braut. Ein Bericht aus dem Inneren des türkischen Lebens in Deutschland. (The foreign bride. A report from the inside of Turkish life in Germany) Kiepenheuer & Witsch, Cologne, ISBN 3-462-03469-3
- Discussion Lưu trữ ngày 25 tháng 6 năm 2007 tại Wayback Machine by Rupert Neudeck and by Otto Schily in the Spiegel Lưu trữ ngày 7 tháng 9 năm 2005 tại Wayback Machine, Critical review Lưu trữ ngày 4 tháng 3 năm 2016 tại Wayback Machine by Ismail Küpeli in analyse & kritik
- 2002: Islam im Alltag. Islamische Religiosität und ihre Bedeutung in der Lebenswelt von Schülerinnen und Schülern türkischer Herkunft. (Islam in everyday life. Islamic religiousness and its importance in the lives of schoolchildren of Turkish background) Waxmann, Münster, ISBN 3-8309-1169-6 (dissertation)

### Tranh luận
- "Debatte um Necla Kelek. Importbräute für verlorene Söhne" (Debate about Necla Kelek. Import brides for lost sons", Spiegel Online, ngày 16 tháng 3 năm 2006 by Henryk Broder
- "Gerechtigkeit für die Muslime!" (Justice for Muslims!) Lưu trữ ngày 1 tháng 7 năm 2007 tại Wayback Machine, Die Zeit, ngày 2 tháng 2 năm 2006, No. 6, Petition of the 60 migration researchers
- Falsche Freiheit - Eine Replik auf die "Petition" der 60 Migrationsforscher (False freedom - a reply to the "petition" of the 60 migration researchers), FAZ, ngày 3 tháng 2 năm 2006
- "Porträt Necla Kelek, Soziologin" (Portrait of Necla Kelek, sociologist) Lưu trữ ngày 12 tháng 2 năm 2007 tại Wayback Machine, Tagesspiegel, ngày 17 tháng 9 năm 2005
- "Warum nur schauen so viele weg?" (Why ever do so many look away?), Süddeutsche Zeitung, ngày 11 tháng 4 năm 2005
- Aus Muslimen müssen freie Bürger werden, Frankfurter Allgemeine Zeitung

### Các bài báo
- "Freiheit, die ich meine" (Freedom that I mean), FAZ, ngày 15 tháng 12 năm 2007
- "Das Minarett ist ein Herschaftssymbol" (The minarette is a symbol of control), FAZ, ngày 5 tháng 6 năm 2007
- "Beitrag zum Integrationsstreit zwischen Ian Buruma und Pascal Bruckner" (Article on the integration dispute between Ian Buruma and Pascal Bruckner), Perlentaucher, ngày 5 tháng 2 năm 2007
- "Heimat, ja bitte!" (Home country, yes please!) Lưu trữ ngày 6 tháng 1 năm 2013 tại archive.today, Zeit, ngày 9 tháng 3 năm 2006, No. 11 (Excerpt from the last chapter of "Die verlorenen Söhne")
- "Sie haben das Leid anderer zugelassen!" (You have allowed the misfortune of others!), Die Zeit, ngày 8 tháng 2 năm 2006, No. 7, "Eine Antwort auf den offenen Brief von 60 Migrationsforschern: Sie ignorieren Menschenrechtsverletzungen, weil sie nicht in ihr Konzept von Multikulturalismus passen." (An answer to the open letter of 60 migration researchers: You ignore human rights violations because they do not fit in your concept of multiculturalism.)
- Speech of gratitude for the Geschwister-Scholl-Preis, taz, ngày 15 tháng 11 năm 2005 (excerpt)
- "Anwälte einer Inszenierung" (Advocates of a production), Zeit, ngày 17 tháng 9 năm 2005, Report about the Hatun Sürücü trial by N. Kelek. Sürücü, from a strongly religious Muslim family, was murdered by her family in February 2005 for leaving a forced marriage and leading a Western lifestyle.

### Phỏng vấn
- "Will Germany be a Divided Nation Again?" Lưu trữ ngày 14 tháng 9 năm 2016 tại Wayback Machine, Standpoint, January/February 2011
- "Frauen werden zu Unruhestifterinnen stigmatisiert" (Women are stigmatized as troublemakers), Spiegel Online, ngày 5 tháng 7 năm 2006
- "Sie wissen nicht: Liebe ist erlaubt" (They don't know: love is permitted), Hamburger Abendblatt, ngày 5 tháng 4 năm 2006
- "Glück gibt es nur ohne den Vater" (There is only happiness without father), Berliner Zeitung, ngày 25 tháng 3 năm 2006, Feuilleton page 31
- "Integration. Eure Familien, unsere Familien" (Integration. Your families, our families), FAZ, ngày 24 tháng 2 năm 2006
- "Das ist eine Art Pascha-Test" (That is a kind of Pasha test) Lưu trữ ngày 13 tháng 2 năm 2009 tại Wayback Machine, Tagesspiegel, ngày 19 tháng 1 năm 2006, on the "conversation themes"
- "Geschwister-Scholl-Preis an türkeikritische Schriftstellerin" (Geschwister-Scholl-Preis to Turkish-critical author), Münchner Merkur, ngày 29 tháng 9 năm 2005
- "Es sind verlorene Söhne" (They are lost sons), taz, ngày 23 tháng 9 năm 2005
- "Zwangsehe & Ehrenmord in Deutschland Lưu trữ ngày 10 tháng 2 năm 2009 tại Wayback Machine – Muslimische Frauen fordern: Schluss mit Multikulti-Toleranz" (Forced marriages and honor killing in Germany - Muslim women demand: end the multicultural tolerance), Interview with Kelek, 3sat, ngày 19 tháng 6 năm 2005, also as a video
- "Gefängnis Familie. Eine Frau bricht das Tabu des Schweigens" (Prison family. A woman breaks the taboo of silence), Sicherheit heute, ngày 30 tháng 1 năm 2005
- Mr. Buruma's stereotypes, an international debate about multiculturalism at signandsight.com.
- Necla Kelek in DAI Heidelberg, an interview with Necla Kelek at DAI Heidelberg.
- "Frauen werden zu Unruhestifterinnen stigmatisiert" (Women are stigmatized as troublemakers), Spiegel Online, ngày 5 tháng 7 năm 2006
- "Debate between Necla Kelek and Tariq Ramadan: Who's Afraid of Euro-Islam?"